# Raspletin (cràter)
Raspletin és un cràter d'impacte localitzat al costat de la vora interior sud-est de la plana de Gagarin, un cràter de grans dimensions situat sobre la cara oculta de la Lluna.

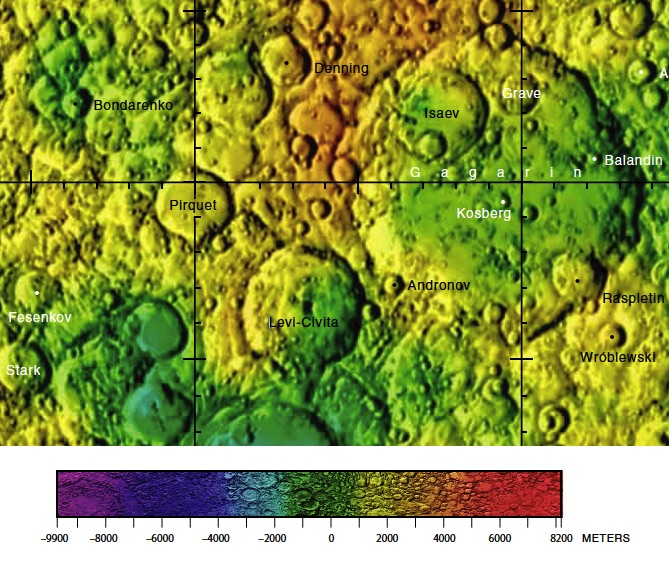
Localització de Raspletin (a prop del centre del quart dret de la imatge)
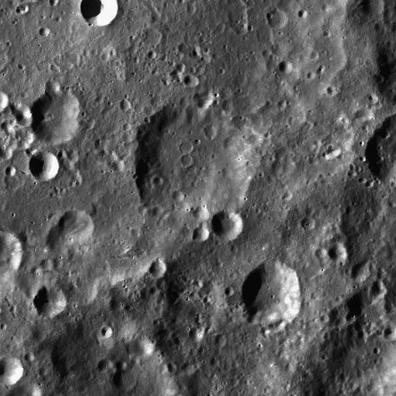
Raspletin al centre, situat a la vora sud-est de Gagarin (imatge de la LRO)

La paret interior del sud-est de Raspletin s'ha fusionat amb la vora de Gagarin, donant-li l'aparença de tenir molta més amplada en aquest costat. La resta de la vora és de contorn polígonal, amb zones rectes al nord i a l'oest. La vora està erosionada, amb alguns petits cràters en el seu costat sud, on un altre petit cràter està unit a la vora exterior a la zona en la qual Raspletin s'uneix a la cara interna de Gagarin.
El sòl interior és irregular a la meitat sud-est, i més anivellat al nord-oest. En el punt mig apareix una parella de petits cèrcols de cràter desgastats i arrodonits. Un petit cràter se situa sobre la vora de la paret interior al nord-est i un altre al costat interior sud-oest.